# Nemegtosaurus
Genre
Espèces de rang inférieur
- † Nemegtosaurus mongoliensis 
(espèce type)
- † Nemegtosaurus pachi (nomen dubium)

Nemegtosaurus est un genre éteint de dinosaures titanosaures de la fin du Crétacé supérieur,.

## Étymologie
Nemegtosaurus signifie le « lézard de Nemegt », du nom de la région et de la formation géologique où il a été découvert.

## Datation
L'holotype est un crâne retrouvé dans une strate de la formation géologique de Nemegt du bassin de Nemegt, en Mongolie ; il date du Maastrichtien inférieur, soit il y a environ entre 71 et 69 Ma (millions d'années).

## Espèces décrites

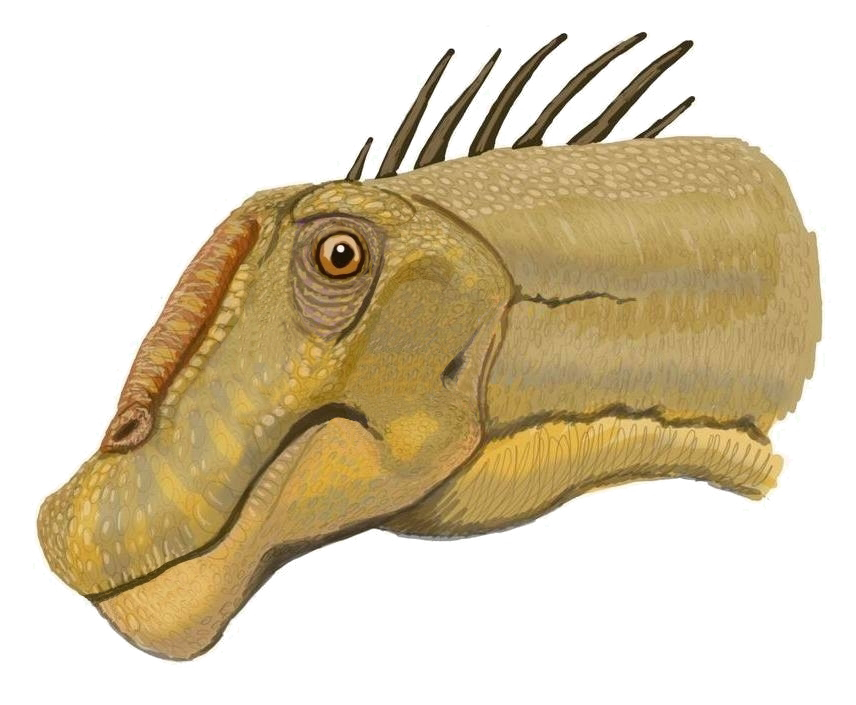
Reconstitution de la tête de Nemegtosaurus.

L'espèce type, Nemegtosaurus mongoliensis, a d'abord été décrite par Nowinski en 1971.
Une deuxième espèce, N. pachi, a été décrite par Dong en 1977, mais est considérée nomen dubium.

## Description
Il mesurait 12 mètres de long, 4 mètres de haut et pesait 10 tonnes.
La comparaison entre les anneaux sclérotiques de Nemegtosaurus et ceux des oiseaux et reptiles de notre époque laisse croire que ce genre était cathéméral, actif sur de courtes périodes durant le jour.

## Classification
Le genre est apparenté aux genres Saltasaurus, Alamosaurus, Rapetosaurus, Neuquensaurus et Rocasaurus, tous regroupés au sein de la famille des Saltasauridae.
Le genre Opisthocoelicaudia, découvert dans les mêmes couches géologiques, est considéré par la plupart des paléontologues comme un synonyme junior de Nemegtosaurus.